# 희생

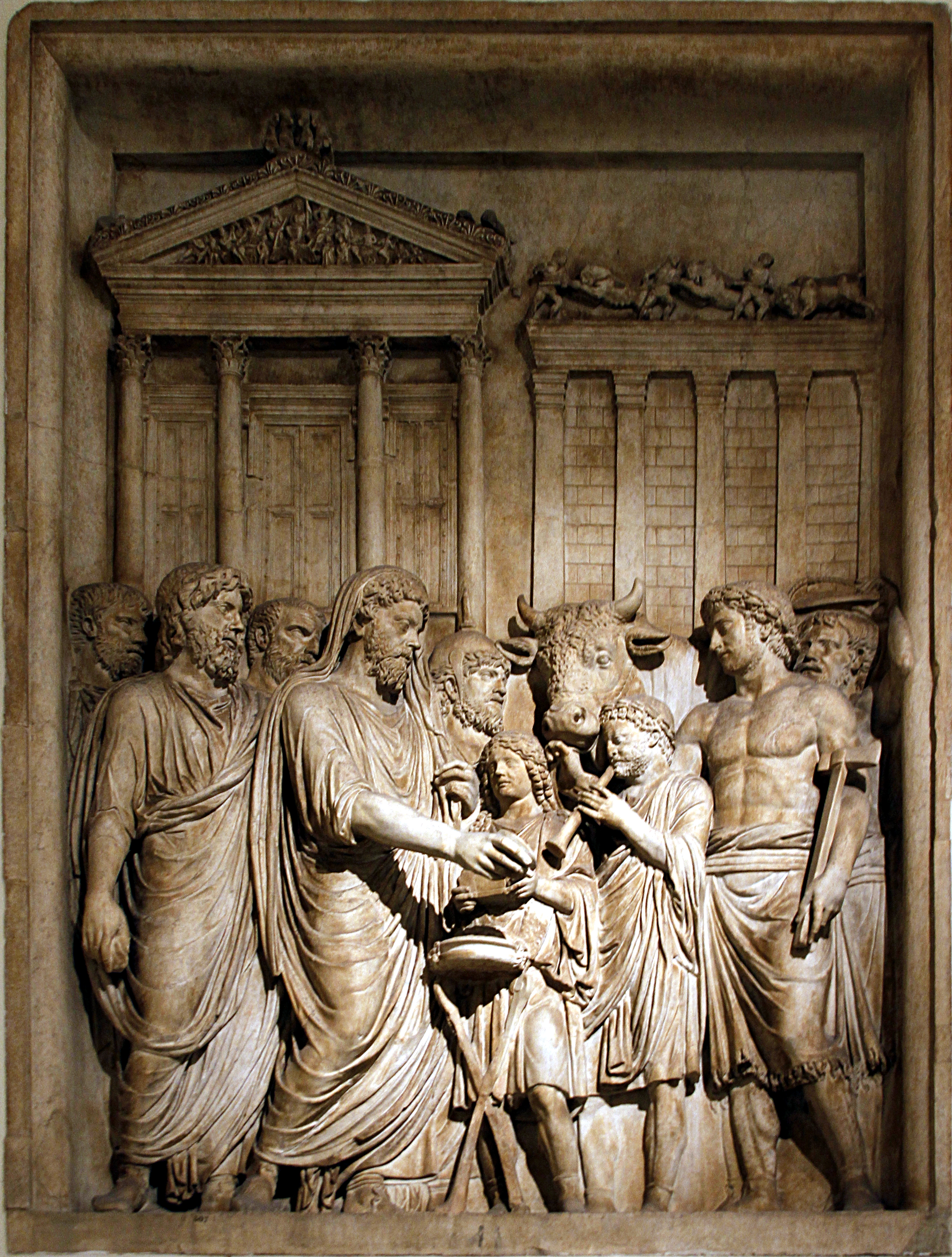
마르쿠스 아우렐리우스와 황실 구성원들은 게르만 부족에 대한 성공에 대한 감사의 표시로 희생제물을 바친다.

희생(犧牲)은 신에게 바치는 공물로서 산동물을 올리는 것, 또는 그 동물이다. 올린 후에 죽이는 것, 죽이자마자 올리는 것 외, 죽이지 않고 신사의 경내(신사) 안에서 기르는 경우도 있다.
구약성경 레위기에 있는 속죄의 날에 바쳐진 염소는 희생양의 어원이 되었다. 2014년 11월에 '사고나 자연 재해 따위로 애석하게 목숨을 잃음.'이라는 뜻이 추가되었다. 동물 뿐만이 아니라, 인간을 생지로서 올리는 관습도 이전에는 있어, 이것은 특히 「인신공희」라고 부른다.

## 일본
일본에서는 「일본 서기」황극천황 원년(642년) 에 소말을 생지로 했다고 말하는 기록이 있어, 6세기 말- 7세기 무렵의 유적에서는 고고학 목표 자료로서 소의 두골이 출토하는 것이 있다(도교 주술 의례의 영향에 의한다). 이것은 기우 의식의 일환이며, 농경에서 중요하고도 귀중한 노동력 (존재)인 소말을 죽여, 그것을 신에 봉하는 일에 의해서 세례를 퍼부으려고 한 것이다(하백 신앙과도 관계되어 온다).
일본 신화에서는 야마타노오로치의 희생으로서 여신인 쿠시나다히메가 봉해지기로 했지만, 스사노오가 오로치를 퇴치해 생지를 저지한 이야기가 유명. 일설에, 희생행사를 폐지시킨 것을 이야기로(신화화) 했다고도 된다. 여성이 재앙을 가져오는 신을 진정시키기 위해서 몸을 봉하는 신화로서는 야마트타켈의 아내인 오트타치바나히메의 이야기도 있다(이것도 미나카미에 관련된다).
율령 시대로는 생지의 말 뿐만이 아니라, 목제·토제의 마가타 세공도 제사에 이용되고 현재에도 볼 수 있는 말그림 액자와 함께 출토한다. 후쿠시마현 이와키시의 아라다노메 조리유적에서는 목제·토제의 마가타 세공과 함께, 말의 아랫턱의 뼈, 그리고 「붉은 털빈(메스) 마」라고 쓰여진 목간과 말그림 액자가 출토하고 있어, 마골의 일부 밖에 출토하고 있지 않지만, 생지로 된 마모색이나 성별 등이 상세한 정보도 알고 있다.
미나카미 이외에도 말은 생지로서 봉해졌다. 고대, 교역을 위해서 도래한 사람들이 역신을 가져온다고 믿었기 때문에, 중앙으로 맞이하기 전에, 역신을 진정시켜 맑게 하는 모닥불과 말등을 생지로 하는 의례를 했다. 그 때문에, 고대의 무역 거점에서는 마골이 출토한다. 이시카와현 하쿠이시의 지케 제사 유적은 9세기 무렵에 교류가 번성했던 발해 사람을 맞이하기 위해서, 여기서 역신에 말을 봉했다고 생각되는 모닥불자취(토양을 태우는 일자취)와 마골이 출토하고 있다.
구체적인 전승예로서 우츠노미야의 후타라산 신사에 미나모토노 요시이에가 젱쿠넨의 역 (1062년) 후에 생지와 병기를 봉헌했다고 여겨진다(11세기 중순, 중세기의 생지의 일례로, 전승가).
효고현 아코우 시의 도우야마 유적의 시오타자취에서는 가마쿠라 시대의 말 한 필 분의 뼈가 출토하고 있어, 근처로부터 칠기완 등도 출토하고 있는 것부터, 생지의 말을 봉나막신 축제의 흔적이라고 생각되고 있다.
남방웅남의 「야마가미 오코제어를 좋아하면 말하는 것」이도록, 신에 지로서 물고기를 바치는 일이 있었다. 신이 두 개째 있는 것보다 첫 째의 것을 좋아하는 것부터, 또 신에 바치는 물고기와 통상의 물고기를 구별하기 위해서 물고기의 다른 한쪽의 눈을 손상시켜 「한쪽 눈의 물고기」로서 신에 바치는 일이 있다.
「아즈마 귀감」겐랴쿠 2년(1212년) 8월 19일조에는 수호·생머리에 대해서, 응수 금단령이 나왔지만, 「시나노노쿠니 추방대명신의 희생의 매는 면제한다」라고 적어 있어, 무가법으로 응수가 금지되어도, 신에 봉하는 것은 특례로서 사용을 인정하고 있다.
구3월서의 날, 합계 75마리의 사슴의 머리 부분을 스와 신사의 신앙권의 마을들이 바친다. 또, 이 지방에서는 호렵을 기대하고, 사슴의 머리를 씨족신에 바쳐 소원이 이루어지면 시시즈의 모퉁이에 제한 표지줄을 친다고 한다.
토족신사의 농경 의례에서는 신전으로 멧돼지를 죽이는 제사가 있었다. 그러나, 그 멧돼지는 언젠가부터 참새로 바뀌었다. 이에 대해 가토 겐치는 불교사학 제1편 제10호 60페이지-63페이지(타카기 토시오 「일본 신화 전설의 연구」언덕 서원 타이쇼 14년 1925년 5월 20일 496페이지에서 인용)로, 「야나기다군(야나기다국남) 도 거게라레 있는 것입니다만, 미카와의 토족신사의 농경 의례에 옛날은 여자를 희생해 있던 것입니다만, 후지를 멧돼지 및 사슴 혹은 참새의 희생으로 희생에 대신했다고 전해 있는 여 나무는 분명하게 인신공양에 대신하는에 동물로 한 일례라고 생각한다」라고 적고 있다. 이 점, 타카기 토시오는 가토 겐치와는 생각을 달리하고 있어 인신 공양은 동물이나 금전으로는 대체할 수 없다고 하고 있다.

## 해외
다카기 도시오의 「일본 신화 전설의 연구」512페이지에 의하면, 최협의의 인신공양은 고대 멕시코에서 행해지고 있었다고 한다. 이것은 신과 인간의 결합을 강고하게 하기 위해서 행해져 살해당한 인간의 고기가 분배(칸니바라/카니바리즘) 되었다고 해도, 음식으로서 신체를 기르기 위해서 먹어지는 것이 아니라, 종교적 사상으로부터 오는 것이라고 기술하고 있다.

## 인신공양과 제물
인신공양과 제물의 구별에 관해서는 타카기 토시오의 「일본 신화 전설의 연구」529페이지, 오가사 요시에의 「토카이도의 전설」41 페이지-42 페이지에서 쓰여져 있다. 타카기 토시오는 인신공양과 제물의 차이를 따라가는 개인가의 점을 주고 있다. 첫번째, 제물은 신의 음식으로서 바치는 것은 아니다. 두번째로, 해마다의 항례로서 신을 제사 지내기 위한 목적도 아니다. 세번째, 제사의 의식이 반드시 필요하지 않다. 이 3점이다.
인신공양 전설에 대해서는 여덟 개의 머리에 여덟개의 꼬리 전설을 시작해 미마사카노구니 나카야마의 인신 공양, 생지가 후치, 미츠케 텐진, 사카도 아키노카미, 카자마츠리의 인신 공양 등이 있다.
제물 전설에 대해서는 남방웅남이나 후세천조 등이 저서에서 적고 있다.

## 같이 보기
- 인신공희
- 제물
- 토용
- 에마 (신토)
- 새크리파이스